# Пенье (Сергиево-Посадский район)
Пенье — упразднённая деревня в Сергиево-Посадском городском округе Московской области России.

## География
Урочище находится в северной части области, в зоне хвойно-широколиственных лесов, к востоку от реки Кубжи, к западу от автодороги 46К-8201, на расстоянии примерно 35 километров (по прямой) к северо-западу от города Сергиев Посад, административного центра округа.

### Климат
Климат характеризуется как умеренно континентальный, с умеренно холодной зимой и тёплым летом. Среднегодовая температура воздуха — +2,7 °C. Средняя температура воздуха самого холодного месяца (января) — −11,3 °C (абсолютный минимум — −48 °C), средняя температура самого тёплого (июля) — +17 °С (абсолютный максимум — +36 °C). Годовое количество атмосферных осадков — 630 мм, из которых около 70 % выпадает в период с апреля по октябрь.

## История
В «Списке населённых мест Владимирской губернии по сведениям 1859 года» населённый пункт упомянут как владельческая деревня Пенья Александровского уезда, расположенная в 60 верстах от уездного города. В деревне насчитывалось 13 дворов и проживало 99 человек (39 мужчин и 60 женщин).
По состоянию на 1905 год, в Пенье имелось 13 дворов и проживало 90 человек. В административном отношении входила в состав Константиновской волости.
По данным 1926 года в деревне имелось 25 крестьянских хозяйств и проживало 115 человек (58 мужчин и 57 женщин). Являлась частью Тереховского сельсовета Константиновской волости Сергиевского уезда Московской губернии.
17 июля 1939 года Тереховский сельсовет был упразднён. При этом его территория была передана в Сковородинского сельсовета.